# Glion
Glion (toponimo francese) è una frazione del comune svizzero di Montreux, nel Canton Vaud (distretto della Riviera-Pays-d'Enhaut).

## Geografia fisica
Glion sorge sopra le alture del lago di Ginevra.

## Storia
Già comune frazione del comune di Les Planches, è diventato frazione di Montreux quando Les Planches nel 1962 è stato accorpato all'altro comune soppresso di Le Châtelard per formare il nuovo comune di Montreux.

## Monumenti e luoghi d'interesse

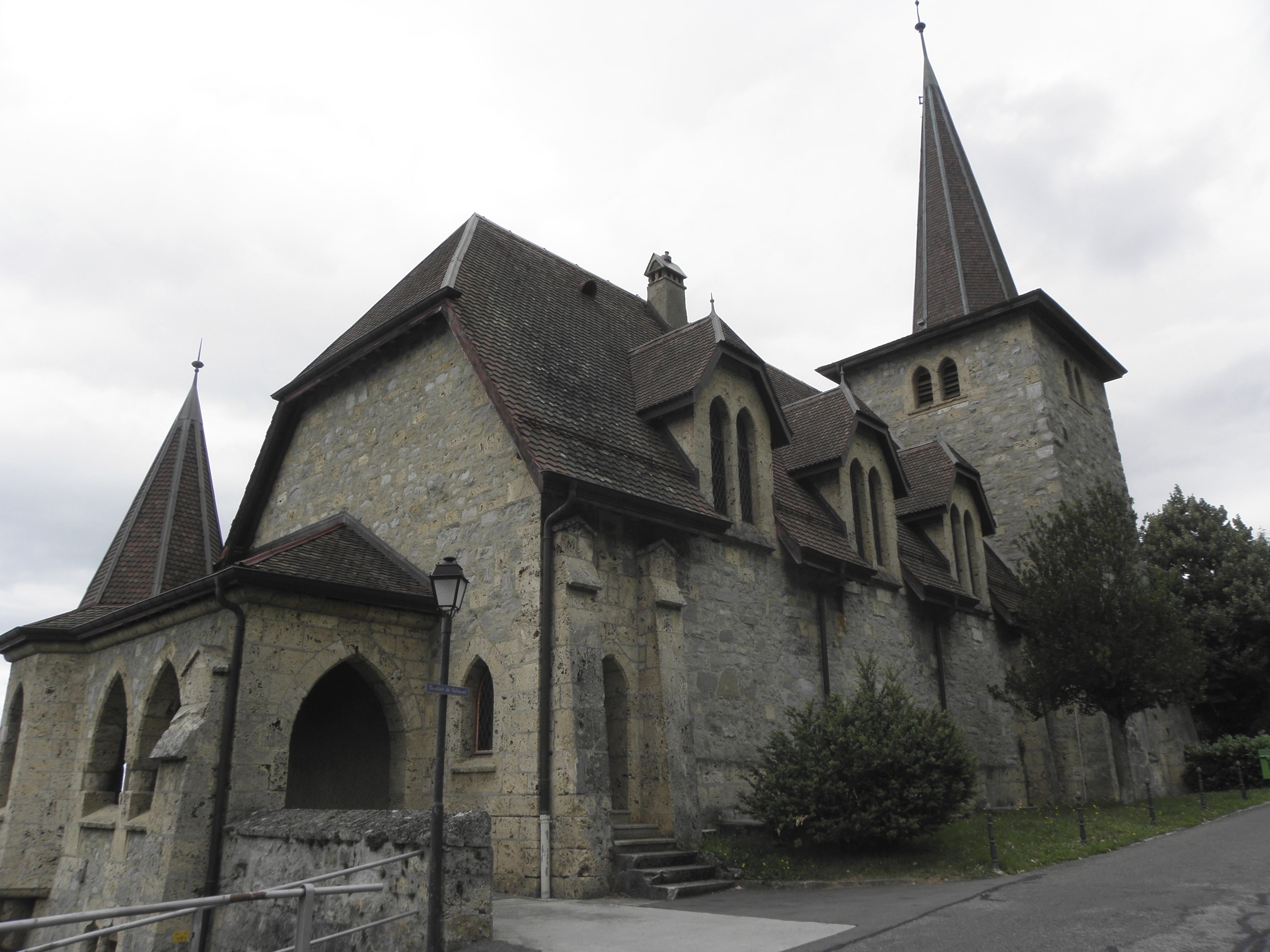
La chiesa riformata

- Chiesa riformata.

## Economia
Glion è una delle località di villeggiatura più importanti del lago di Ginevra anche per la sua vicinanza a Montreux.